# Stanisław Skiba
Stanisław Skiba (ur. 25 marca 1887 w Załężu, zm. 22 stycznia 1970 w Rudzie Śląskiej) – polski lekarz, doktor nauk medycznych, działacz plebiscytowy i niepodległościowy, więzień niemieckich nazistowskich obozów koncentracyjnych.

## Życiorys
Urodził się 25 marca 1887 roku w Załężu (późniejsza część Katowic). W marcu 1908 roku ukończył gimnazjum miejskie w Katowicach (późniejsze III Liceum Ogólnokształcące im. A. Mickiewicza). Studiował we Wrocławiu i Lipsku, a dyplom lekarski uzyskał w 1914 roku w Monachium. W czasie studiów we Wrocławiu był jednym ze studentów skupionych w tajnych organizacjach akademickich pod kierownictwem Związku Młodzieży Polskiej „Zet”.
Pracę rozpoczął w szpitalu miejskim w Berlinie, od września 1914 roku przez cztery lata pracował w szpitalu brackim w Królewskiej Hucie, a następnie w Tarnowskich Górach. W 1919 roku rozpoczął pracę jako lekarz w Spółce Brackiej na Załęże. W tamtym czasie był ławnikiem w Radzie Gminnej w Załężu oraz działaczem w miejscowym Komitecie Plebiscytowym. III powstaniu śląskim był członkiem Komisji Parytetycznej i lekarzem 3 Katowickiego Pułku Piechoty im. Jana Henryka Dąbrowskiego.
14 czerwca 1922 roku otrzymał na Uniwersytecie Jagiellońskim w Krakowie tytuł doktora nauk medycznych.
W kwietniu 1928 roku objął stanowisko naczelnego lekarza i ordynatora chirurgii szpitala w Bielszowicach (późniejsza część Rudy Śląskiej). W sierpniu i wrześniu 1939 kierował ewakuacją placówki i tymczasowo pełnił funkcję zastępcy dyrektora szpitala w Mysłowicach. Po wybuchu II wojny światowej, 25 września 1939 roku ze względu na swój udział w powstaniach śląskich został zwolniony z pracy. 20 maja 1940 roku został aresztowany przez Gestapo i do 15 kwietnia 1941 roku był więziony w obozach koncentracyjnych, m.in. w Dachau i Sachsenhausen jako więzień polityczny. Od 1 marca 1944 roku do 30 stycznia 1945 roku pracował przymusowo jako lekarz pomocniczy w szpitalu w Szopienicach, a po wkroczeniu wojsk sowieckich był od 31 stycznia do 28 lutego 1945 roku kierownikiem szpitala w Mysłowicach.
Po powrocie do mysłowickiej placówki poprzedniego dyrektora, Stanisław Skiba wrócił do szpitala w Bielszowicach, gdzie od 1 marca 1945 roku był ordynatorem chirurgii, a do listopada 1952 roku także dyrektorem placówki. Był zaangażowany w odbudowę polskiej służby zdrowia po II wojnie światowej, a także w pracę społeczną. Od 1 maja 1945 roku działał w Polskim Czerwonym Krzyżu, a także był założycielem i prezesem bielszowickiego koła Polskiego Związku Byłych Więźniów Politycznych Hitlerowskich Więzień i Obozów Koncentracyjnych.
Zmarł 22 stycznia 1970 roku w Rudzie Śląskiej. Został pochowany na bielszowickim cmentarzu parafialnym.

## Życie prywatne
Był synem ślusarza i pracownika gazowni miejskiej w Katowicach Andrzeja i Marii z d. Symura. Miał on rodzeństwo: brata Henryka, Józefa i Pawła oraz siostrę Jadwigę. W domu rodzinnym Skibów pielęgnowano polskie tradycje. 27 października 1917 roku wziął ślub z Antoniną, córką działacza i przewodniczącego Komitetu Plebiscytowego w Mysłowicach Tomasza Dudzika.

## Odznaczenia
- Krzyż na Śląskiej Wstędze Waleczności i Zasługi I klasy[2].

## Upamiętnienie
- Tablica pamiątkowa na fasadzie budynku Szpitala Miejskiego w Rudzie Śląskiej (ul. Główna 11), w dzielnicy Bielszowice, odsłonięta w listopadzie 2023 roku[2].